# Dohouimè
Dohouimè è un arrondissement del Benin situato nella città di Djidja (dipartimento di Zou) con 2.675 abitanti (dato 2006).